# Mistrovství České republiky v cyklokrosu 2005
Mistrovství České republiky v cyklokrosu 2005 se konalo 9. ledna 2005 v Mladé Boleslavi.
Mistrovství bylo 8 a zároveň posledním závodem sezony 2004/05 českého poháru v cyklokrosu. Závodu se zúčastnili závodníci kategorií elite a do 23 let. Okruh závodu 2 450 m a závodníci ho absolhovali desetkrát. Ze 30 účastníků ho 4 nedokončili.

## Přehled
| Poř.             | Jméno           | Čas          |
| ---------------- | --------------- | ------------ |
| Zlatá medaile    | Zdeněk Štybar   | 1:01:17 h    |
| '                | Martin Bína     | + 0:00:01 h  |
| Bronzová medaile | Radomír Šimůnek | + 00:00:02 h |
| 4                | Petr Dlask      | + 0:00:05 h  |
| 5                | Kamil Ausbuher  | + 0:00:17 h  |
| 6                | Martin Zlámalík | + 0:00:26 h  |